# الروك الناصري
الروك الناصري يشير إلى عملية مسح الأراضي التي حدثت في عهد السلطان المملوكي الناصر محمد بن قلاوون، ذكر أبو العباس القلقشندي أن روك الأراضي بدأ سنة 716هـ/1316م، بينما ذكر تقي الدين المقريزي أن روكها بدأ سنة 715هـ/1315م

## زمن الروك الناصري
في مقدمة كتابه «التحفة السنية بأسماء البلاد المصرية»، نسب ابن الجيعان إجراء هذا الروك إلى زمن السلطان المملوكي الأشرف شعبان، غير أن المستشرق الألماني برنهارد مورتس في مقدمته باللغة الفرنسية لكتاب «التحفة السنية بأسماء البلاد المصرية»، والأمير عمر طوسون في كتابه «مالية مصر منذ عهد الفراعنة إلى الآن» أثبتا غير ذلك، فيقول الأمير عمر طوسون أنَّ: 
| ” | وهذه المساحة التي تسمى أحيانًا بروك ابن الجيعان نسبة إلى اسم هذا المؤلف، وأحيانًا باسم روك الأشرف شعبان نسبة إلى هذا السلطان الذي كان متوليًا على مصر عام 777 هـ (1375 م) وهو العام الذي نوه عنه ابن الجيعان، حيث قال إن كتابه يصف الحالة التي كانت عليها الأقاليم في العام المذكور، هذه المساحة لم تك في الحقيقة إلا روك السلطان الناصر. وهذا الروك هو الذي قال عنه المقريزي، أنه كان من عمل هذا السلطان في سنة 715 هـ (1315 م) وأنه بقي معمولًا به إلى سنة 784 هـ (1382 م). وعلى هذا تكون مندمجة في غضونه مدة حكم الأشرف شعبان. | “ |

## أسباب الروك الناصري
ذكر تقي الدين المقريزي مبررات إجراء السلطان الناصر محمد بن قلاوون لروك جديد بالرغم من عدم مرور وقت كبير على إجراء الروك الحسامي الذي تم سنة 697هـ/1298م، فقال:
| ” | فلما كانت الأيام الناصرية راك الناصر محمد البلاد، قال جامع السيرة الناصرية: وفي سنة خمس عشرة وسبعمائة اختار السلطان الملك الناصر محمد بن قلاوون أن يروك الديار المصرية، وأن يبطل منها مكوساً كثيرة، ويفضل لخاص مملكته شيئاً كثيراً من أراضي مصر، وكان سبب ذلك أنه اعتبر كثيراً من أخباز المماليك والحاشية الذين كانوا للملك المظفر ركن الدين بيبرس الجاشنكير، والأمير سلار وسائر المماليك البرجية، فإذا هي ما بين ألف دينار إلى ثمانمائة دينار، وخشي من قطع أخباز المذكورين، فولد له الرأي مع القاضي فخر الدين محمد بن فضل الله ناظر الجيش أن يروك ديار مصر، ويقرّر إقطاعات مما يختار، ويكتب بها مثالات سلطانية، فتقدم الفخر، ناظر الجيش، فعمل أوراقاً بما عليه عبر النواحي ومساحتها. | “ |

## إجراءات الروك الناصري
فصّل تقي الدين المقريزي الآلية التي اتّبعها السلطان الناصر لإجراء الروك الجديد، فذكر أنه عيّن أربع مجموعات من الأمراء المماليك بعث معهم كُتّابًا ومسًاحين لعمل الروك الجديد، وهي:
1. مجموعة الأمير بحر الدين جيكل بن البابا لروك إقليم الغربية.
2. مجموعة الأمير عز الدين إيدمر الخطيريّ لروك إقليم الشرقية.
3. مجموعة الأمير بلبان الصرخدي لروك ناحيتي المنوفية والبحيرة.
4. مجموعة البليلي والمرتيني إلى الوجه القبلي.

تولّت تلك المجموعات فحص الأراضي والزراعات ، وتقدير خراجها. كما ذكر المقريزي أن الروك الجديد استغرق 75 يوم، حدد بعدها السلطان الناصر الأراضي التي يُخصص خراجها للسلطان، والتي أقطعها للأمراء المماليك.

## نتائج الروك الناصري

### النتائج المالية
بعد هذا الروك، أجرى السلطان الناصر بعض الإصلاحات الاقتصادية بإلغاء بعض المكوس، ذكر المقريزي منها أربعة عشر مكساً، فقال:
| ” | وأبطل السلطان عدة مكوس منها: 1. مكس ساحل الغلة وكان جل متحصل الديوان وعليه إقطاعات الأمراء والأجناد ويتحصل منه في السنة أربعة آلاف ألف وستمائة ألف درهم وعليه أربعمائة مقطع لكل منهم من عشرة آلاف إلى ثلاثة آلاف ولكل من الأمراء من أربعين ألف إلى عشرة آلاف، وكانت جهة عظيمة لها متحصل كثير جدّاً، وينال القبط منها منافع كثيرة لا تحصى، ويحلّ بالناس من ذلك بلاء شديد وتعب عظيم من المغارم والظلم. فإن مظالمها كانت تتعدّد ما بين نواتية تسرق وكيالين تبخس وشادّين وكتاب يريد كل منهم شيئاً، وكان مقرّر الأردب: درهمين للسلطان، ويلحقه نصف درهم غير ما ينهب ويسرق، وكان لهذه الجهة مكان يعرف بخص الكيالة في ساحل بولاق يجلس فيه شاد وستون متعمماً ما بين كتاب ومستوفين وناظر، وثلاثون جندياً مباشرون، ولا يمكن أحداً من الناس أن يبيع قدحاً من غلة في سائر النواحي بل تحمل الغلات حتى تباع في خص الكيالة ببولاق. 2. نصف السمسرة وهو عبارة عن أن من باع شيئاً من الأشياء فإنه يعطي أجرة الدلال على ما تقرّر من قديم عن كل مائة درهم درهمين، فلما ولي ناصر الدين الشيخي الوزارة قرّر على كل دلال من دلالته درهماً من كل درهمين. فصار الدلال يعمل معدّله ويجتهد حتى ينال عادته وتصير الغرامة على البائع، فتضرّر الناس من ذلك وأوذوا فلم يغاثوا حتى أبطل ذلك السلطان 3. رسوم الولاية وكانت جهة تتعلق بالولاة المقدّمين، فيجبيها المذكورون من عرفاء الأسواق وبيوت الفواحش، ولهذه الجهة ضامن وتحت يده عدة صبيان وعليها جند مستقطعون وأمراء وغيرهم، وكانت تشتمل على ظلم شنيع وفساد، قبيح وهتك قوم مستوزين وهجم لبيوت أكثر الناس 4. مقرّر الحوائص والبغال من المدينة وسائر أعمال مصر كلها من الوجه القبلي والبحري، فكان على كل من الولاة والمقدّمين مقرر يحمل في كل قسط من أقساط السنة إلى بيت المال عن ثمن حياصة ثلثمائة درهم، وعن ثمن بغل خمسمائة درهم وعلى هذه الجهة عدة مقطعين ويفضل منها ما يحمل، وكان يصيب الناس من هذه الجهة ما لا يوصف ويحلّ بهم من عسف الرقاصين ما يهون معه الموت 5. مقرّر السجون وهو عبارة عما يؤخذ من كل من يسجن فللسجان على حكم المقرّر ستة دراهم سوى كلف أخرى، وعلى هذه الجهة عدّة مقطعين ويرغب فيها الضمان ويتزايدون في مبلغ ضمانها لكثرة ما يتحصل منها فإنه كان لو تخاصم رجل مع امرأته أو ابنه رفعه الوالي إلى السجن فبمجرّد ما يدخل السجن، ولو لم يقم به إلا لحظة واحدة أخذ منه المقرّر، وكذلك كان على سجن القضاة أيضاً. 6. مقرّر طرح الفراريج ولها ضمان عدة في سائر نواحي أرض مصر يطرحون على الناس الفراريج فيمرّ بضعفاء الناس من ذلك بلاء عظيم، وتقاسي الأرامل من العسف والظلم شيئاً كثيراً، وكان على هذه الجهة عدة مقطعين، ولا يمكن أحداً من الناس في جميع الأقاليم أن يشتري فروجاً فما فوقه إلا من الضامن ومن عثر عليه أنه اشترى أو باع فروجاً من سوى الضامن جاءه الموت من كل مكان، وما هو بميت. 7. مقرّر الفرسان وهو عبارة عما يجيبه ولاة النواحي من سائر البلاد فلا يؤخذ درهم مقرّر حتى يغرم عليه صاحبه درهمين ويقاسي الناس فيه أهوالاً صعبة. 8. مقرّر الأقصاب والمعاصر وهو ما يجبى من مزارعي قصب السكر، ومن المعاصر ورجال المعاصر. 9. مقرّر رسوم الأفراح ويجبي من سائر النواحي ولهذه الجهة عدة ضمان ولا يعرف لهذه الجهة أصل البتة، وإنما يجبي بضرائب ينال الناس فيها مع المقرّر غرامات وروعات. 10. حماية المراكب وهي عبارة عما يؤخذ من كل مركب بتقرير معين يعرف بمقرّر الحماية وكانت هذه الجهة أشدّ ما ظلم به الناس فيؤخذ من كل من ركب البحر للسفر حتىّ من السؤال والمكدين. 11. حقوق القيّنات وهو عبارة عما يجمع من الفواحش والمنكرات فيجبيه مهتار الطشتخاناه السلطانية من أوباش الناس. 12. شدّ الزعماء وهي جهة مفردة وحقوق السودان وكشف المراكب ومقرّر ما على كل جارية، أو عبد حين نزولهم بالخانات لعمل الفاحشة فيؤخذ من كل ذكر وأنثى مقرّر معين 13. متوفر الجراريف وهو ما يجبي من سائر النواحي فيحمل ذلك مهندسوا البلاد إلى بيت المال بإعانة الولاة لهم في تحصيل ذلك وعلى هذه الجهة عدة مقطعين من الجند. 14. مقرّر المشاعلية وهو عبارة عما يؤخذ عن كسح الأفنية وحمل ما يخرج منها من الوسخ الذي الكيمان، فكان إذا امتلأ سراب جامع أو مدرسة أو مسمط أو تربة أو منزل من منازل سائر الناس لا يمكنه ولو بلغ من العظمة ما عسى أن يبلغ التعرّض لذلك حتى يأتيه ضامن الجهة، ويقاوله على كسح ذلك بما يريد وكان من عادة الضامن الإشطاط في السوم، وطلب أضعاف. القيمة فإن لم يرض رب المنزل بما طلب الضامن وإلا تركه وانصرف فلا يقدر على مقاساة. ترك الوسخ ويضطرّ إلى سؤاله ثانياً، فيعظم تحكمه ويشتدّ بأسه إلى أن يرضيه بما يختار حتى يتمكن من كسح فنائه ورفع ما هنالك من الأقذار. إبطال المباشرين من النواحي وكانت بلاد مصر كلها من الوجهين القبلي والبحري ما من بلد صغير وكبير إلا وفيه عدّة من كتاب وشادّ ونحو ذلك، فأبطل السلطان المباشرين وتقدّم منعهم من مباشرة النواحي إلا من بلد فيها مال السلطان فقط، فأراح الله سبحانه الخلق بإبطال هذه الجهات من بلاء لا يقدر قدره ولا يمكن وصفه. | “ |

كما قرّر السلطان الناصر إعادة تقسيم الإقطاعات، فقسّم الإقطاعات 24 قسمًا، خصّ نفسه والمماليك البرجية بعشرة أقسام تشمل خراج الجيزة وأعمالها والكوم الأحمر ومنفلوط والمرج والخصوص وعدة مناطق أخرى؛ وجعل للأمراء والجنود أربعة عشر قسمًا.

### النتائج الإدارية
كان من نتائج الروك الناصري إجراء بعض التعديلات على التقسيمات الإدارية للقُطر المصري؛ وهي:

1. إبطال العمل بنظام الكُور الكُبرى، واستبدالها بنظام الأعمال.
2. إلغاء كورة البوصيرية، وضم معظم نواحيها إلى الأعمال البهنساوية، وبعضها إلى الأعمال الجيزية.
3. إنشاء عمل جديد في الوجه القبلي باسم الأعمال المنفلوطية.
4. نقل تبعية بعض النواحي من الأعمال البهنساوية إلى أعمال الأشمونين.
5. إنشاء الأعمال القليوبية فصلًا عن الأعمال الشرقية.
6. إنشاء أعمال ضواحي القاهرة فصلًا عن الأعمال الشرقية.
7. إنشاء أعمال ضواحي الإسكندرية فصلًا عن ثغر رشيد وأعمال البحيرة.
8. إلغاء كورتي الدنجاوية والسمنودية، وضمّ نواحيها إلى الأعمال الغربية.
9. ضم نواحي المرتاحية إلى الدقهلية، وتسميتها بالأعمال الدقهلية والمرتاحية.
10. تقسيم نواحي جزيرة قوسينا بين الأعمال الغربية والمنوفية.
11. إلغاء كورتي حوف رمسيس والكفور الشاسعة، وضم نواحيهما إلى أعمال البحيرة.
12. تغيير اسم كورة الأبوانية إلى أعمال ضواحي دمياط.

فصّل ابن الجيعان في كتاب «التحفة السنية بأسماء البلاد المصرية» القرى المصرية التي اشتملها هذا الروك، وبيّن أحوالها من حيث مساحة أراضيها، ومقدار خراجها، ولمن خُصّص هذا الخراج. ولقد عمل الكثيرون على إحصاء وتصنيف القرى التي ذكرها ابن الجيعان، فمنهم من أحصاها 2,287 قرية (منها 1,600 قرية في الوجه البحري، 687 قرية في الوجه القبلي)، ومنهم من أحصاها 2,480 قرية (منها 197 قرية مشتركة مع غيرها في الزمام، ومنها 1,739 قرية في الوجه البحري، 741 قرية في الوجه القبلي)، ومنهم من أحصاها 2,319 قرية مثل الأمير عمر طوسون الذي صنّف تلك القرى من حيث مساحتها وخراجها، فقسّمها إلى:
|             | نواحي ذُكر خراجها ومساحتها | نواحي ذُكرت مساحتها ولم يُذكر خراجها | نواحي ذُكر خراجها ولم تُذكر مساحتها | نواحي لم يُذكر خراجها ولا مساحتها | المجموع |
| ----------- | ------------------------- | ---------------------------------- | --------------------------------- | -------------------------------- | ------- |
| عدد النواحي | 1,828                     | 231                                | 197                               | 63                               | 2,319   |

كما فصّل الأمير عمر طوسون عدد القرى في كل عمل من أعمال الروك الناصري، كالآتي:
|                            | العمل (عدد النواحي التابعة له) |
| -------------------------- | --- |
| الوجه البحري (1,637 ناحية) | ضواحي القاهرة (26) · القليوبية (61) · الشرقية (396) · الدقهلية والمرتاحية (214) · ضواحي دمياط (14) · الغربية (477) · المنوفية (133) · أبيار وجزيرة بني نصر (49) · البحيرة (231) · فوه والمزاحمتين (16) · النستراوية (6) · ضواحي الإسكندرية (14) |
| الوجه القبلي (679 ناحية)   | الجيزية (154) · الأطفيحية (52) · الفيومية (104) · البهنساوية (159) · الأشمونين (104) · المنفلوطية (5) · الأسيوطية (33) · الأخميمية (25) · القوصية (43)                                                                                          |
| إجمالي عدد النواحي         | 2,316 ناحية |